# Cadman Plaza

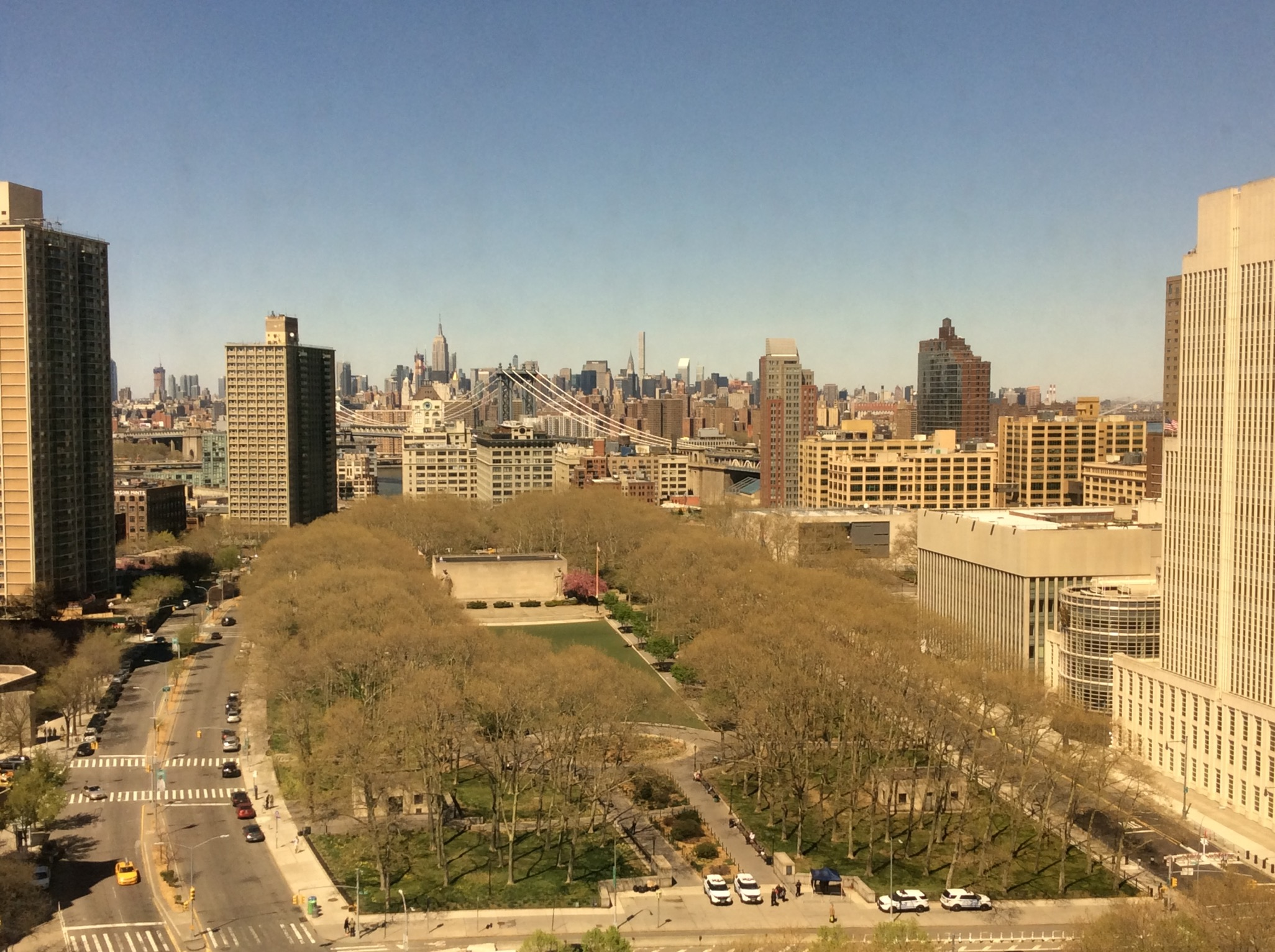
Blick über Cadman Plaza in Richtung Norden, zentral im Bild das Brooklyn War Memorial, dahinter die Manhattan Bridge

Cadman Plaza ist ein Platz und öffentlicher Park an der Grenze zwischen den Stadtvierteln Brooklyn Heights und Downtown Brooklyn in Brooklyn, New York City. Er ist nach Samuel Parkes Cadman (1864–1936), einem ökumenischen Geistlichen der Brooklyner Congregational Church und Wegbereiter des christlichen Rundfunks, benannt. Der Platz wurde auf einem 1935 durch Enteignung und Flächensanierung gewonnenen Gelände angelegt und der Park 1939 gewidmet. 
Im Park sind das Gefallenendenkmal Brooklyn War Memorial und eine Gedenkstätte an William Jay Gaynor, den 94. Bürgermeister New York Citys, aufgestellt.

## Lage

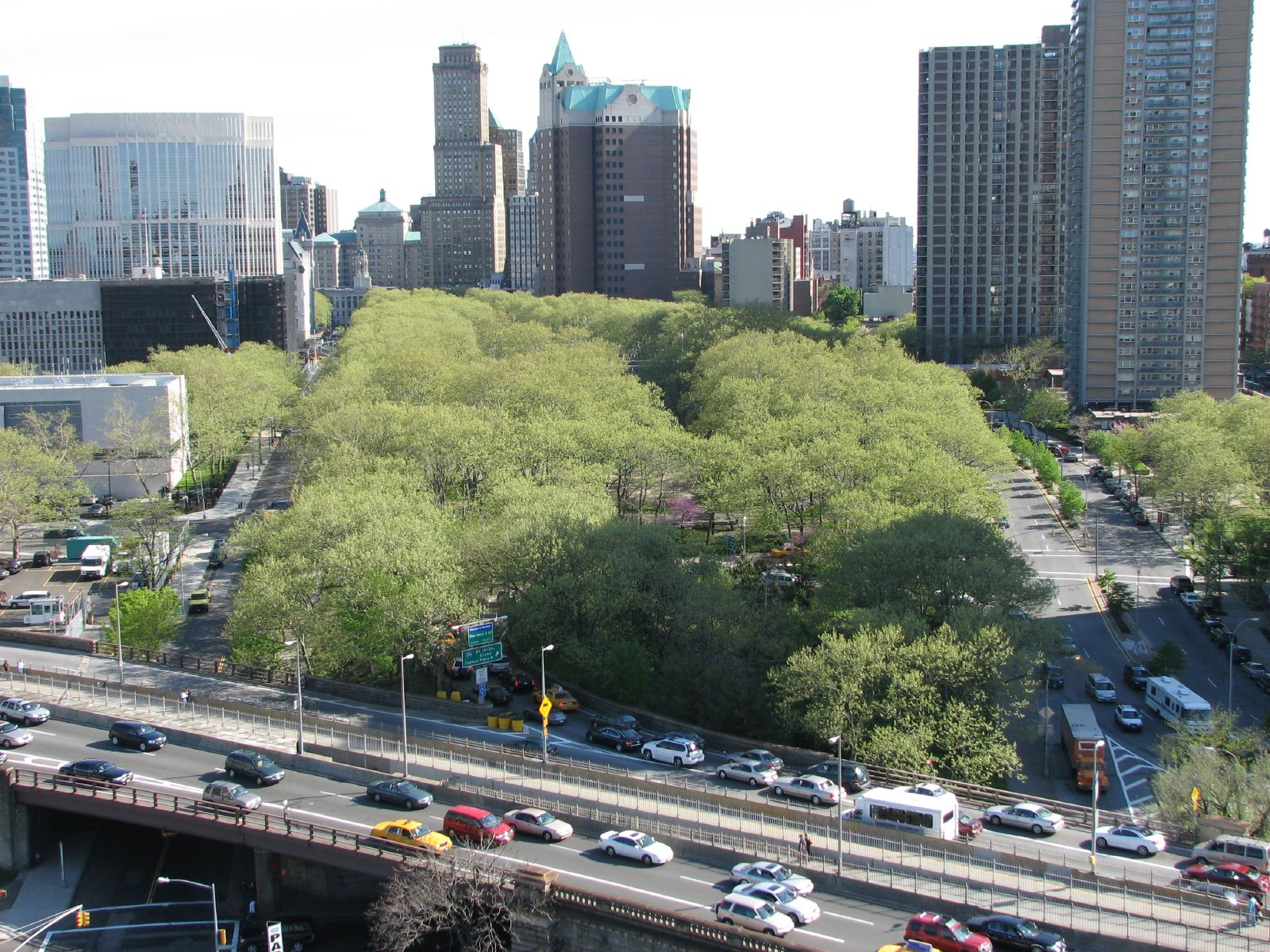
Blick über Rampe der Brooklyn Bridge und Cadman Plaza in Richtung Süden

Der Park wird an der Westseite von der Straße Cadman Plaza West (früher Ferry Road oder Fulton Road) und an der Ostseite von Cadman Plaza East (früher Washington Street) begrenzt. Im Süden liegt die Tillary Street, auf der Nordseite die Rampe der Brooklyn Bridge.
Östlich von Cadman Plaza East liegt der kleine Walt Whitman Park, benannt nach dem Dichter Walt Whitman. Städtische Grün- und Freiflächen setzen sich über den Cadman Plaza Park hinaus südlich jenseits der Tillary Street fort. Zwischen Tillary und Johnson Street liegt der Korean War Veterans Plaza mit dem Denkmal an die Brooklyner Gefallenen des Koreakriegs. Südlich der Johnson Street liegt der Columbus Park mit einer Statue von Christoph Kolumbus.
Grünflächen erstrecken sich so von der Brooklyn Bridge im Norden bis zur Brooklyn Borough Hall im Süden. Im Jahr 2015 wurde ein Grünzug mit dem Namen „Brooklyn Strand“ vorgeschlagen, um sie zu vereinigen.

## Öffentliche Einrichtungen
Der vom New York City Department of Parks and Recreation betriebene Cadman Plaza Park dient als öffentlicher Spielplatz für die Menschen in Brooklyn Heights. An der Kreuzung Cadman Plaza West und Tillary Street ist eine Zweigstelle der Brooklyn Public Library.
Das Theodore Roosevelt United States Courthouse befindet sich zwischen Cadman Plaza East und Adams Street. Es ist Sitz des Bundesbezirksgerichts für den Eastern District of New York. Südlich der Tillary Street schließt das Federal Building and Post Office an. Südlich der Johnson Street an der Adams Street ist das Gerichtsgebäude des zweiten Bezirks der Appellationsgerichtsbarkeit des Obersten Gerichts des Staates New York.
Am nordöstlichen Ende des Cadman Plaza ist das Gebäude mit dem Behördensitz der städtischen New York City Emergency Management, das von 1953 bis 2002 eine Geschäftsstelle des Amerikanischen Roten Kreuzes war.

## Verkehr

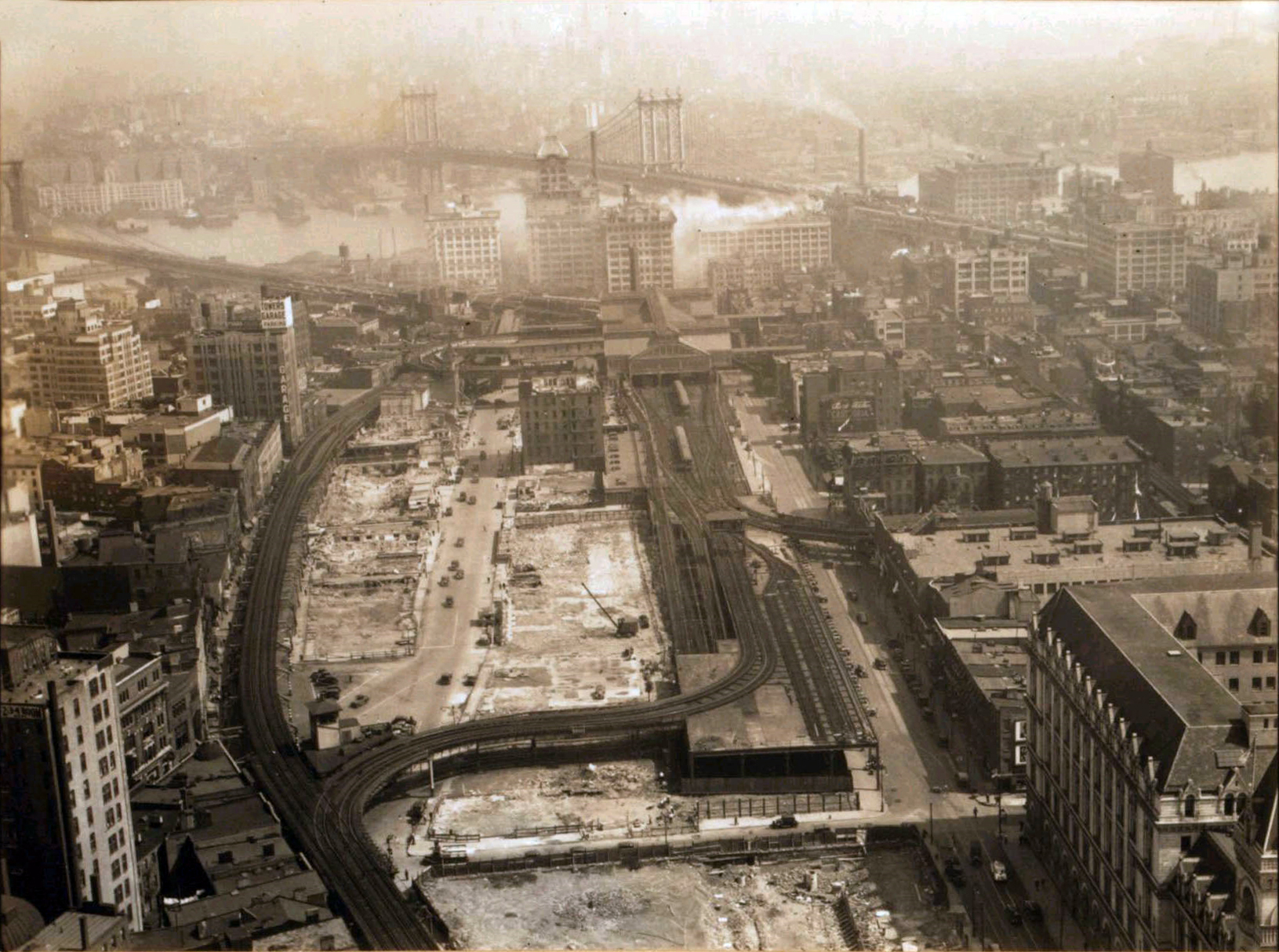
Für den Bau des Cadman Plaza wurden ab 1935 ganze Häuserblöcke abgerissen. Der Hochbahnhof Sands Street an der Ostseite des Platzes wurde bis 1944 weiter genutzt. (Bild von 1936)

Im Einzugsbereich des Cadman Plaza halten im ÖPNV rund ein Dutzend Buslinien, die von MTA Regional Bus Operations betrieben werden.   
Der 1919 eröffnete U-Bahnhof Clark Street der Linien 2 und 3 der New York City Subway liegt südwestlich des Parks im Bereich der geschlossenen Wohnbebauung mit einem Zugang im ehemaligen Hotel St. George. Der Tunnel der IRT Broadway – Seventh Avenue Line verläuft nicht unter dem Park, sondern schwenkt aus dem Clark-Street-Tunnel kommend unter die Straße Cadman Plaza West zum U-Bahnhofskomplex Borough Hall/Court Street.   
Am Cadman Plaza West halten die Linien A und C im 1933 eröffneten U-Bahnhof High Street. Der Tunnel der IND Eighth Avenue Line kommt vom Cranberry-Street-Tunnel und unterquert den Park im Bereich des William Jay Gaynor Memorial.   
Auf dem Areal des Cadman Plaza befand sich bis zur Stilllegung 1944 der Hochbahnhof Sands Street. Dessen namensgebende Straße wurde nach Joshua Sands und der Familie Sands benannt. In dem großen Knotenbahnhof liefen mehrere Strecken aus Brooklyn zusammen. Auf zwei Ebenen hielten Hoch- und Straßenbahnen. Sein Gegenstück auf der anderen Seite der Brooklyn Bridge war der Kopfbahnhof Park Row in Manhattan.

## Weiterführende Informationen